# سرجوشر عدالت
سرجوشر عدالت، روستایی از توابع شهر تشان در شهرستان بهبهان در استان خوزستان ایران است.

## جمعیت
براساس سرشماری مرکز آمار ایران در سال ۱۳۸۵، جمعیت این روستا ۳۷۱ نفر (۸۲خانوار) بوده‌است.